# سیارک ۴۹۰۹
سیارک ۴۹۰۹ (به انگلیسی: 4909 Couteau، نامگذاری:1949SA1) چهار هزار و نهصد و نهمین سیارک کشف شده‌است که در ۲۸ سپتامبر ۱۹۴۹ و در نیس کشف شد.
قدر مطلق سیارک برابر ۱۳٫۷۰ است.